# Esterzili
Esterzili là một comune của tỉnh Sud Sardegna vùng Sardegna thuốc Ý, có vị trí cách khoảng 60 km về phía bắc của Cagliari. Đến thời điểm ngày 31 tháng 12 năm 2004, đô thị này có dân số 817 và diện tích là 100,5 km².
Esterzili giáp các đô thị: Escalaplano, Nurri, Orroli, Sadali, Seui, Ulassai.